# Electorat
În politică, electoratul este grupul (sau colectivul) de indivizi, care are drept de vot în cadrul vreunei sesiuni de alegeri, sesiune în care își emit, cu validitate, votul lor. Termenul se poate referi la:
- totalitatea votanților (electorilor, alegătorilor) (electoratul are posibilitatea de a-și exprima voința)
- susținători ai unui grup, ai unui partid politic, sau al unei anumite persoane (electoratul Partidului Republican este din ce în ce mai conservator)
- electorii unei anume zone geografice sau ai unei determinate circumscripții electorale (electoratul din Moscova l-a susținut Putin)
- Principe-elector (Kurfürst) titulatură a șapte membri (patru prinți laici și trei arhiepiscopi) din colegiul electoral care a avut, în Evul Mediu, funcția de alegere a împăraților din Germania, (în Epoca Modernă numărul a crescut ușor, iar în epoca napoleoniană și mai mult).

## Link-uri externe
- Analfabetismul economic, de John Stossel, pe tema Mitul alegătorului rațional de Bryan Caplan
- Democrația din turmă Arhivat în 30 august 2012, la Wayback Machine., de Gorka Echevarria, pe tema Mitului alegătorului rațional de Bryan Caplan